# Magnac-Bourg
Magnac-Bourg (tiếng Occitan: Manhac) là một xã của tỉnh Haute-Vienne, thuộc vùng Nouvelle-Aquitaine, miền trung nước Pháp.